# Pambıqkənd
Pambıqkənd è un comune dell'Azerbaigian situato nel distretto di Salyan. Conta una popolazione di 1 981 abitanti.